# 筒井勝美
筒井 勝美（つつい かつみ、1941年3月17日 - ）は、日本の教育者、進学塾英進館館長・取締役会長。

## 経歴
1941年、福岡市に生まれる。1959年、福岡県立修猷館高等学校を卒業。1963年、九州大学工学部通信工学科を卒業、同年、九州松下電器（現・パナソニック システムネットワークス）に入社する。
同社に16年間勤務し、エンジニア、技術課長、工場長代行などを経て退職。
1979年4月、中学受験専門の進学塾「九州英才学院」を福岡市中央区大名で創立。1980年、高校受験部門を加え「英進館」に改称し、1986年、株式会社に改組してイーシープランニングを設立し社長に就任する。1988年、英進館株式会社を設立し、1993年、イーシープランニングを英進館（株）に合併統合。2004年11月、英進館取締役会長に就任する。
長年、政府の学習指導要領に基づいた「ゆとり教育」の弊害について警鐘を鳴らすスポークスマンとして活動しており、高等教育フォーラムや（社）日本工学教育協会主催のシンポジウムでの講演や、『「理数教育」が危ない！』『どうする「理数力」崩壊』（共著）、『教育と医学（01年5月号）』特集・教育における競い合い「教育立国再生へ」などをはじめとする執筆活動や各種教育講演を通じて、ゆとり教育の抜本的な見直しを一貫して提唱し続けた。
1999年11月に開催された高等教育フォーラム主催のシンポジウム（東京大学の松田良一助教授（当時）や正木春彦教授（当時）を中心に多くの教育機関が共催）では、「2006年問題をどう回避するか」をテーマにしたセッションに、パネリストとして出席し、現行教育の課題やゆとり教育の弊害を加速する2006年問題などについて言及。
1999年6月に中教審から答申が出されていた「夜7時以降の過度の塾通いの自粛」を、学習塾団体と文部省との4回ほど実施された公式会合で、「理数教科の学習内容が30～40%削減」「化学反応式が20年間で5分の1に」「学力低下を示す塾生の学力テスト調査」など、丹念に調べ上げたゆとり教育がもたらす弊害のデータ（『「理数教育」が危ない！』に記載）をもとに、学力低下の実態をデータで示し、事実上撤回へと持ち込む。
2004年に、西村和雄京都大学教授（当時）と松田良一東京大学助教授（当時）とともに、「どうする『理数力』崩壊」を発刊し、理数教科の学力低下に警鐘を鳴らし続ける。
2005年7月10日中山成彬文科大臣を招いて、福岡国際ホールで行われた教育集会にて、高山博光福岡市議会議員の指名により、ゆとり教育の弊害を豊富なデータで提示。そして8月4日、中山文部科学大臣の招きで、大臣へゆとり教育の弊害を詳細に説明。これから間もなく、中山文科大臣は初めて「日本の小、中学生の学力は低下していると明言され」、全国一斉学力テストも約40年振りに再開された。かくてゆとり教育は抜本改革され2012年から、理数教育の充実は戻った。しかし、20年以上に及ぶ〝ゆとり教育〟の後遺症は激甚です。今、日本人による世界のトップレベルの論文の激減がそれを示しています。
また、「学習塾百年の歴史ー塾団体50年史ー」（全日本学習塾連絡会議、2012年）の編纂においても、全国各地の各塾へ協力を呼びかけ、1170ページにも及ぶ大作となった同誌の発刊にも尽力した。
英進館取締役会長のほか、現在公職として公益社団法人全国学習塾協会相談役、国際教育学会（ISE）理事、福岡商工会議所議員等。
2007年（平成19年）、日本教育大賞を受賞。2016年（平成28年）、民間教育大賞を受賞した。2018年、紺綬褒章受章。2020年（令和2年）、公益財団法人経営者顕彰財団主催の第47回（2019年度）経営者賞を受賞。

## 講演
1998年7月29日から31日にかけて行われた社団法人日本工学教育協会の年次大会で「小・中・高の理数教育の変遷と課題」と題した発表を行い、ゆとり教育以後の中学で学ぶ化学反応式が1/5に削減されたことを示した。
11月29日に行われた英進館主催の緊急報告教育講演会「2002年の教育危機」では約1000名の出席者（教育関係者や保護者）を前に、ゆとり教育に関する約1時間半の公演を行った。
1999年11月14日に開催された教育シンポジュウム「日本の理科教育と大学教育を考える」＜セッション3＞ “2006年問題をどう回避するか”『塾の目から見た課題と教育提言』において発表を行った。
2005年1月8日に開催された日本学術会議動物科学研連主催の公開シンポジウム「世界の科学教育」において「教科書の変遷から見た理数教科内容削減の歴史」と題した講演を行い、ゆとり教育により中学で学ぶ数学や理科の学習内容が削減されていることを示した。出席していた立花隆は「筒井氏が調査された義務教育理数教科の驚くべき内容は今後、大学生の学力低下となって表れる」と述べた。翌日1月9日の西日本新聞に、筒井の発表記事が『「理数離れ」に警告、「都内で教育シンポ」』の見出しで、立花のコメント入りで掲載された。また、当日のシンポジウムを取材に来ていた毎日新聞の理系記者元村有希子が、毎日新聞コラム“発信箱”に「PISAの斜塔」のタイトルでゆとり教育による学力低下について掲載。
2月、九州工学教育協会総会において、「大学生の学力・意欲向上に不可欠な初等・中等教育段階での劣悪なる理数教育の早期是正」と題する講演を行った。
3月14日に開催された拡大任意団体連絡会において「学力低下と理数教育の崩壊」と題する講演を行った。
4月18日に開催された民間教育連盟主催の教育改革シンポジュウム「激変する教育―中教審答申と教育特区検証」において、現場からの報告として「学力低下と理数教育崩壊実態」と題する講演を行った。
10月2日に開催された社団法人全国学習塾協会主催の「塾の日フェスティバル2005 in TOKYO」において「学力低下と学習塾の果たす役割」と題する講演を行った。
2011年8月6日に開催された教育シンポジュウム『理数離れと日本の危機』において「学力低下：40年前との学力格差」と題する講演を行った。この講演は「学力低下問題、その後の学力推移と40年前との学力格差」のタイトルで論文として2012年3月発行の国際教育学会機関誌「クオリティ・エデュケーション」第4号に掲載された。
2014年2月4日に開催された九州工学教育協会・平成25年度講演会において「学力低下問題「ゆとり教育」前・後の学力推移と40年前との学力格差」と題する講演を行った。

## 取材
- 「幼稚な教科書がバカをつくる」『月刊現代』2005年6月号、講談社、2005年5月2日、214-221頁。
- 河野潤一郎「論考・争点」『西日本新聞』2010年12月10日。「ゆとり教育」とは何だったのか？ の記者の問いかけに対し、筒井は意欲や機会を失わせたと述べた。
- 「脱“ゆとり教育“の実践的改革を語る！(1)概論」『日本時事評論』2005年9月2日。
- 「脱“ゆとり教育“の実践的改革を語る！(2)実態分析編」『日本時事評論』2005年9月16日。
- 「脱“ゆとり教育“の実践的改革を語る！(3)対策・提言編」『日本時事評論』2005年10月7日。

## 著書
- 『「理数教育」が危ない！』（PHP研究所、1999年）
- 『どうする「理数力」崩壊』（共著）（PHP研究所、2004年）
- 『危機に立つ日本の理数教育』（共著）（明石書店、2005年）
- 『世界の科学教育 : 国際比較からみた日本の理科教育』（共著）（明石書店、2006年）

## 寄稿
- 「特集・教育における競い合い」『教育と医学』2001年5月号、慶應義塾大学出版会、2001年5月。
- 「知育重視教育と鍛える教育を」『県民と教育』第372号、福岡県民教育協議会、2005年6月15日。
- 「特集・ゆとり教育を問いなおす」『教育と医学』2006年1月号、慶應義塾大学出版会、2006年1月。
- 佐藤勇治『学習塾百年の歴史 塾団体五十年史』全日本学習塾連絡会議、2012年4月。発行にあたっては実行委員長も務めた[18]。